# Satz von Euler (Vierecksgeometrie)
Der Satz von Euler der Vierecksgeometrie  ist ein geometrischer Lehrsatz, der eine grundlegende Identitätsgleichung über den Zusammenhang zwischen den Seitenlängen eines Vierecks und den Längen seiner beiden Diagonalen angibt. Der Satz ist einer der vielen Beiträge des großen Schweizer Mathematikers Leonhard Euler zur Elementargeometrie.

## Formulierung des Satzes
Der Satz lautet wie folgt:
Gegeben sei ein konvexes Viereck   {\displaystyle \square ABCD}   der euklidischen Ebene.
Auf den beiden Diagonalen   {\displaystyle AC=e}   und   {\displaystyle BD=f}   seien   {\displaystyle M}   bzw.   {\displaystyle N}   die beiden Mittelpunkte.
Dann gilt:
{\displaystyle |AB|^{2}+|BC|^{2}+|CD|^{2}+|AD|^{2}=|AC|^{2}+|BD|^{2}+4\cdot |MN|^{2}}
oder
{\displaystyle a^{2}+b^{2}+c^{2}+d^{2}=e^{2}+f^{2}+4\cdot g^{2}} .

## Folgerung
Aus dem Satz von Euler folgt unmittelbar die bekannte Parallelogrammgleichung.
Denn im Falle, dass
  {\displaystyle \square ABCD}   ein Parallelogramm ist, folgt   {\displaystyle M=N}  , also   {\displaystyle |MN|=g=0}  , sowie    {\displaystyle |AB|=|CD|=a=c}   und   {\displaystyle |BC|=|AD|=b=d}   und damit   {\displaystyle 2\cdot (|AB|^{2}+|BC|^{2})=|AC|^{2}+|BD|^{2}}
oder
{\displaystyle 2\cdot (a^{2}+c^{2})=e^{2}+f^{2}} .

## Hilfssatz
Der Satz von Euler lässt sich unter Zuhilfenahme des folgenden Hilfssatzes herleiten:
Für ein Dreieck   {\displaystyle \triangle ABC}   der euklidischen Ebene, dessen Seite   {\displaystyle BC}   den Mittelpunkt   {\displaystyle M}   hat, gilt stets:
{\displaystyle |AB|^{2}+|AC|^{2}=2\cdot (|AM|^{2}+|BM|^{2})=2\cdot (|AM|^{2}+|CM|^{2})}
oder
{\displaystyle b^{2}+c^{2}=2\cdot \left[{\left({\frac {a}{2}}\right)^{2}+e^{2}}\right]}  .
Die soeben genannte Gleichung – welche offenbar eine andere Version der Apollonios-Gleichung darstellt – wurde schon von Apollonios von Perge angegeben. Sie ist auch bei Pappus Alexandrinus zu finden.